# 차붐
차붐(1985년 4월 5일 ~ )은 대한민국의 래퍼다.

## 방송
- 쇼미더머니 777 (2018) - Top12(12위)
- 랩:퍼블릭 (2024)

## 공연
- 티즈 에리아 Vol.13 (2014)
- 가리온 콘서트 (2014)
- Chaboom SOUR Concert (2017)
- MONSTER ENERGY MIX MAX CONCERT 2018 (2018)
- 힙합보부상 자선 공연 (2019)
- Blue Hip (2021)
- 힙합으로 대동단결 (2022)

## 수상
- 리드머 어워드 올해의 랩 힙합 싱글 부문 (2010)